# すきっと笑いまショー
『すきっと笑いまショー』（すきっとわらいまショー）は、1965年4月10日から同年5月29日までNET（現・テレビ朝日）系列局で放送されていた毎日放送製作の演芸番組である。日本化薬の一社提供で、タイトルの「すきっと」は同社の頭痛薬「スキット」に因む。全8回。放送時間は毎週土曜 19:30 - 20:00 （日本標準時）。

## 出演寄席芸人
1. 若井はんじ・けんじ、平和ラッパ・日佐丸
2. 上方柳次・柳太、海原お浜・小浜
3. 三代目桂小文枝（後の五代目桂文枝） ほか
4. タイヘイトリオ、三遊亭歌奴（後の三遊亭圓歌）
5. 砂川捨丸・中村春代、かしまし娘
6. ミスワカサ・島ひろし、島田洋之介・今喜多代
7. 漫画トリオ、暁伸・ミスハワイ
8. 三遊亭小円・木村栄子、横山ホットブラザーズ [2]